# Edmond About
Edmond François Valentin About nació el 14 de febrero de 1828  en Dieuze, en Mosela, departamento francés situado en la región de Lorena, y murió el 16 de enero de 1885 en París a la edad de 57 años. Fue un escritor, dramaturgo, miembro de la Academia Francesa, crítico de arte y periodista anticlerical francés.
Edmond creó situaciones imaginarias en las que trató la inmortalidad a través del progreso científico, como lo hizo en uno de sus libros más populares El hombre de la oreja cortada (L'homme à l'oreille cassée). En varias de sus obras fue cómico y a la vez polémico, a causa de su afán por divertir a sus lectores y hacer reír a la gente. En un principio se ganó la reputación de ser un mal dramaturgo (algunas de sus piezas de teatro no llegaron a representarse más de tres veces), pero años más tarde escribiría obras - como Bodas de París (Les Mariages de Paris) - con las que obtendría un éxito notable. 
Pese a que poco a poco sus obras han ido perdiendo su popularidad, Edmond está considerado como uno de los clásicos franceses del siglo XIX.

## Vida
Edmond About era hijo de un pequeño comerciante, llamado Michel About, el cual murió cuando Edmond contaba con seis años; y de Sophie Hans. Tuvo un total de seis hermanos. Sus estudios se realizaron primeramente en un pequeño seminario de Dieuze (del que fue expulsado) y más tarde en el Liceo Carlomagno de París, donde demostró ser un alumno brillante. Allí entabla una gran amistad con Francisque Sarcey. Ganó un premio de honor después de haber participado en un concurso de filosofía general.
Al obtener el segundo puesto en una competición anual para poder ser 
admitido en la Escuela Normal Superior francesa (Hippolyte Taine tuvo la primera posición), ingresa en ésta el año 1848, 
año en el que se produjeron las Revoluciones de 1848.
En 1851 fue nombrado miembro de la Escuela francesa de Atenas, donde estudió arqueología, quedándose dos años a vivir en Grecia acompañado por el arquitecto Charles Garnier. De regreso a Francia, se dedica exclusivamente a la literatura y al periodismo e, influenciado por su viaje y estancia en Grecia, publica, en 1855, La Grèce contemporaine, obteniendo un éxito notable. También escribió L'île d'Égine (La Isla Egina) con la colaboración del ya citado Garnier.

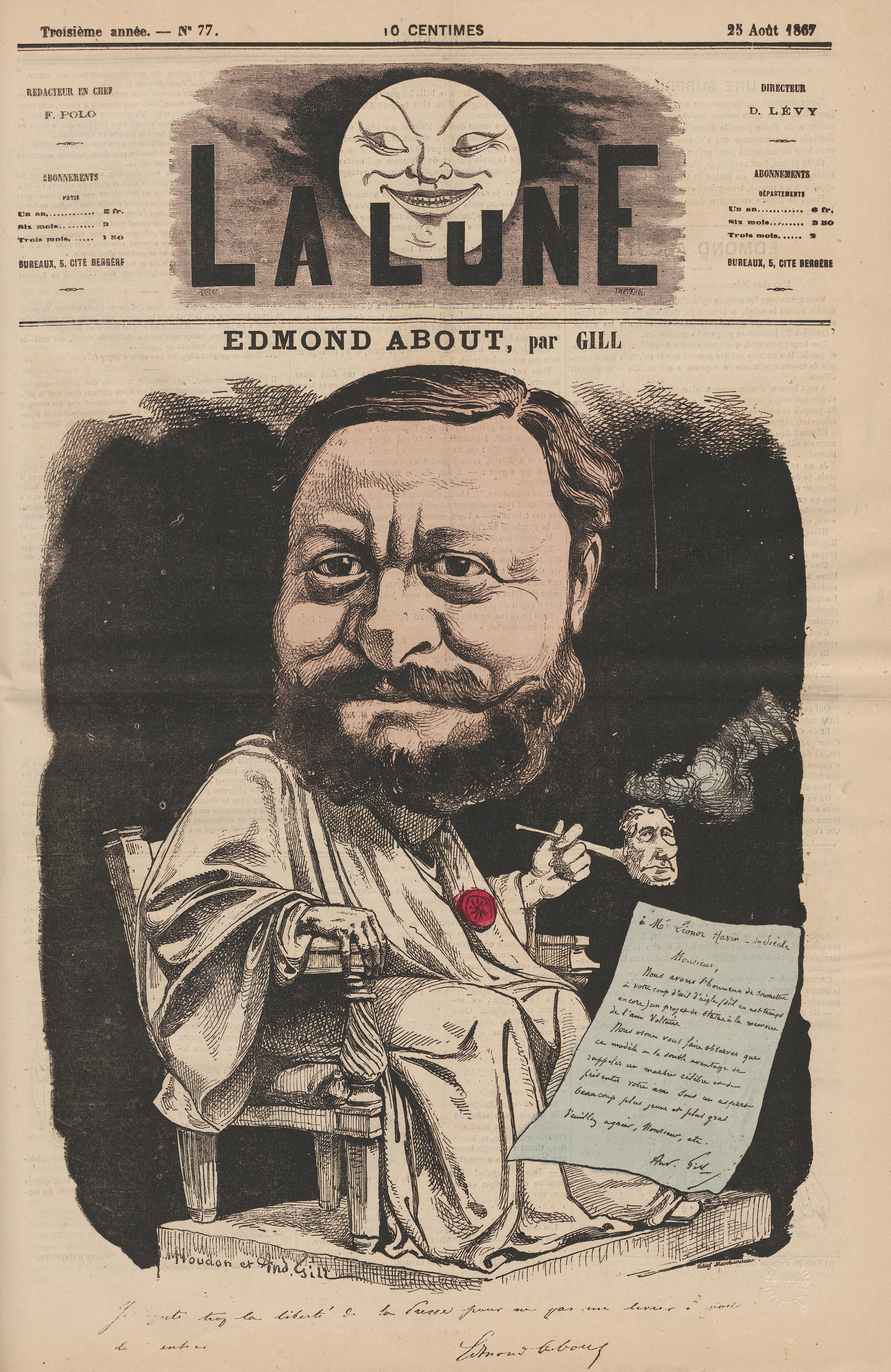
Caricatura de About por André Gill, 1867.

Anne Louise Victoire Guillerville se convierte en la esposa de Edmond el 24 de mayo del año 1864. Tendrían un total de ocho hijos.
Entre 1867-68 estuvo en Egipto.
Asimismo realizó el viaje inaugural del tren de lujo Orient Express el año 1883 desde París hasta Estambul.
En el año 1871, crea el periódico Le XIX Siècle, del que será director. Edmond colaboró en varios periódicos importantes, como Le Constitucionel, L'Opinion Nationale, Le Soir o incluso Le Figaro, donde publicó su obra Lettres d'un bon jeune homme à sa cousine Madeleine (Cartas de un joven buen hombre a su prima Madeleine) bajo el seudónimo Valentin de Quevilly.
En 1881 él y su familia se trasladan a vivir en el castillo de Grouchy, construido en Osny, en el Valle del Oise. 
Fue candidato para ser miembro de la Academia Francesa dos veces, hasta que por fin, el 24 de enero de 1884 ya forma parte de los académicos franceses, reemplazando la silla número 11 de Jules Sandeau. Murió antes de poder realizar su discurso para la academia.

## Edmond About polemista y sus obras

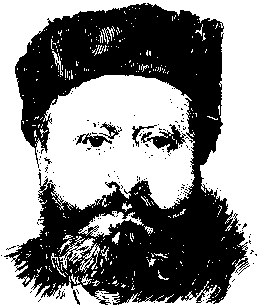
Boceto de Edmond About

About, cómico, irónico, dramático; nunca dejó de ser un polemista. Llegó a recibir muy malas críticas a causa de sus ataques a la corte imperial con las obras Guillery y Gaëtana. Incluso fue encarcelado un corto período durante su viaje a Alsacia en 1870, por ultraje al emperador de Alemania. Además, se atrevió a escribir una parodia de la célebre obra de Chateaubriand Itinéraire de Paris à Jerusalem, a la que tituló De Pontoise à Stamboul. 
En Le Roi des montagnes (El rey de las montañas) ridiculiza el 
mito romántico de pallikare, el héroe guerrillero de la Guerra de independencia de Grecia. L'homme à l'oreille cassée narra las aventuras de un coronel francés que fue congelado por un científico alemán y después de varios años vuelve a la vida, creyéndose todavía en guerra y en el año en que fue congelado.
Uno de sus profesores le dijo, cuando apenas iba al colegio: "Nunca serás más que un pequeño Voltaire". Y fue cierto, pues después de volcar su fervor anticlerical en su obra La question romaine (La cuestión romana), publicada en el año 1859, empezarían a compararlo con Voltaire.
Aunque no siempre fue tachado de polémico: su libro Le roman du brave homme era considerado una obra clave para la juventud durante la Tercera República Francesa. Por otra parte, se considera Tolla (aunque se consideró plagiada) como su mejor novela, la cual fue publicada por primera vez en la Revue des Deux Mondes (Revista de los Dos Mundos).
Muy popular en su época, Edmond conoció la verdadera fama y el éxito mientras estaba en vida. Sin embargo, con el paso del tiempo, sus obras empezaron a perder la importancia y popularidad que tenían, hasta ser considerado un escritor pasado de moda. 
Pese al escaso interés que existe hoy en día hacia este escritor, Edmond About sigue teniendo su sitio entre los clásicos franceses del siglo XIX.

### Acusado de plagio
En 1855 le llovería un escándalo a Edmond About. En ese año se publicaba su primera novela, pero pronto se empezó a hablar de plagio. Tolla, título de la novela, sería plagio de la novela italiana Vittoria Savorelli, traducida al francés en el año 1841.
Poco después, Edmond utiliza el seudónimo Valentin de Quevilly para defenderse en el periódico Le Figaro.

## Ideas políticas

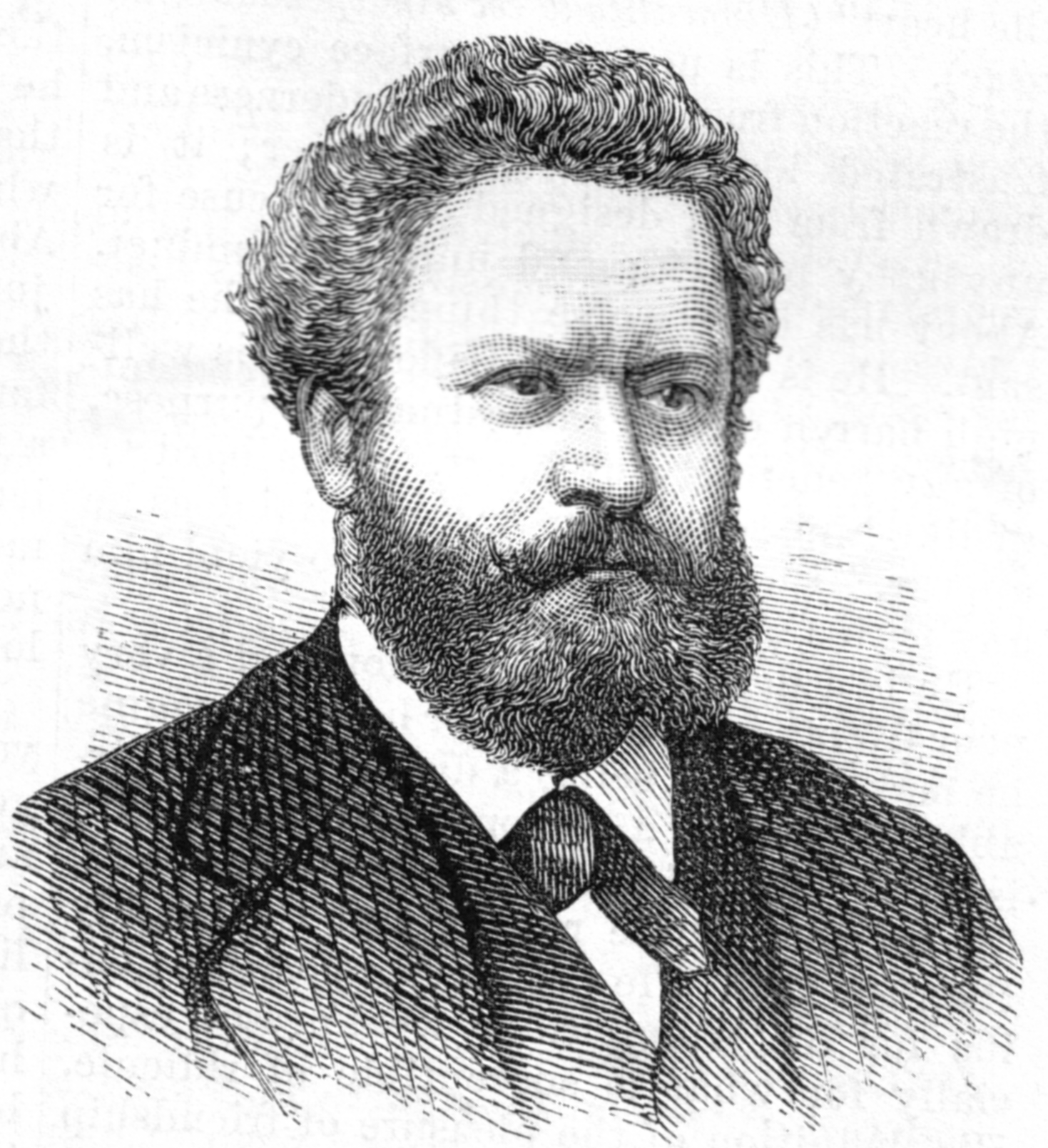
About en 1875.

Anticlerical, liberal, imperialista, republicano, positivista. Estos cinco conceptos resumirían las ideas políticas de Edmond About a lo largo de su vida.
Siempre estuvo presente en las luchas a favor del liberalismo y en un principio respaldaba el Segundo Imperio Francés. La Prusse (Prusia) de 1860 refleja muy claramente varias de sus ideas, la primera de ellas, su opinión favorable del reinado de Napoleón III y del Imperio. Su anticlericalismo se ve plasmado en su austrofobia, por ser Austria el estado organizador del tratado de Viena, el cual era clerical.
Sus cambios de pensamiento político le hicieron llegar casi a la contradicción y se ganó varias enemistades. Primero, defensor de la unificación de Alemania y con ideas favorables hacia este país, contrasta con su obra Alsace (Alsacia), publicado en 1872, donde muestra todo lo contrario. Incluso varias de sus obras teatrales fueron boicoteadas por jóvenes republicanos, cuando él apoyaba el Imperio. Y, sin embargo, después de la caída de este, About se convierte en un republicano convencido, apoyando la política del primer presidente de la Tercera República Francesa, Adolphe Thiers.

## Cronología de sus obras
1854
- L'île d'Égine (La isla Egina)
- La Grèce contemporaine (Grecia contemporánea)

1855
- Tolla
- Voyage à travers l'exposition des Beaux-arts (Viaje a través de la exposición de las Bellas Artes)

1856
- Les Mariages de Paris (Las Bodas de París)
- Le Roi des montagnes (El Rey de las montañas)
- Guillery

1857
- Germaine
- Maître Pierre (Maestro Pierre)

1858
- Nos artistes au salon de 1857 (Nuestros artistas al salón de 1857)
- Trente et quarante (Treinta y cuarenta)

1859
- Risette, ou les millions de la mansarde (Risette, o los millones de la buhardilla)

1860
- La nouvelle carte d'Europe (La nueva tarjeta de Europa)
- La Prusse en 1860 (Prusia en 1860)
- Rome contemporaine (Roma contemporánea)

1861
- Un mariage de Paris (Una boda de País)
- Le capitaine Bitterlin ( El capitán Bitterlin)
- Théatre impossible (Teatro imposible)
- Lettres d'un bon jeune homme à sa cousine Madeleine ( Cartas de un buen joven a su prima Madeleine)
- Lettre à M. Keller (Carta a M. Keller)
- La question roumaine (La cuestión rumana)
- Ces coquins d'agents de change  (Esos pícaros de agentes de cambio)

1862
- Gaëtana
- Une vente au profit des pauvres (Una venta en provecho de los pobres)
- L'homme à l'oreille cassée (El hombre de la oreja cortada)
- Le cas de M. Guérin (El caso del señor Guérin)
- Le nez d'un notaire (La nariz de un notario)

1863
- Madelon

1864
- Le progrès (El progreso)
- Salon de 1867 (Salón de 1867)

1865-66
- Causeries, 2 vol. : Les questions d'argent et La vieille roche ( Charlas, 2 vol. : Las cuestiones de dinero y La vieja roca)

1866
- Nos gens (Nuestra gente)
- Le Turco

1867
- L'Înfame (El Infame)
- Salon de 1867 (Salón de 1867)

1868
- A.B.C du travailleur (A.B.C del trabajador)
- Les mariages de province (Las bodas de provincia)
- Histoire anciennce (Historia Antigua)

1869
- Le Fellah (El Fellah)
- L'éducation d'un prince (La educación de un príncipe)
- Retiré des affaires (Retirado de los asuntos)

1872
- Alsace (Alsacia)

1880
- Le roman d'un homme brave (La novela de un hombre valiente)

1882
- L'Assassin (El Asesino)
- Le décaméron du salon de peinture pour 1881

1883
- Quinze journées au le salon de peinture (Quince jornadas en el salón de pintura)

1884
- De Pontoise a Stambul (De Pontoise a Estambul)

1885
- Nouvelles et souvenirs